# Urvin Monte
 (octobre 2018).
Si vous disposez d'ouvrages ou d'articles de référence ou si vous connaissez des sites web de qualité traitant du thème abordé ici, merci de compléter l'article en donnant les références utiles à sa vérifiabilité et en les liant à la section « Notes et références ».
Urvin Monte, né le 23 décembre 1981 à Almere, est un acteur et chanteur néerlandais.

## Filmographie

### Téléfilms
- 2010-2013 : Victorious :	André Harris
- 2011-2013 : Rekkit : Lorne Shmufton
- 2017 : Goede tijden, slechte tijden :	Felix Jagtman

## Discographie

### Comédies musicales
- 2004-2006 : Mamma Mia ! : Eddie
- 2009 : Five Guys Named Moe : Little Moe
- 2009 : Hairspray : Rôle inconnu
- 2010 : Legally Blonde : Carlos
- 2012-2013 : Shrek the Musical : Deux rôles (Big et Ezel)
- 2014-2015 : Dreamgirls: Curtis
- 2015-2017 : The Bodyguard : Sy Spector
- 2018-2019 : All Stars: Mark